# Silvija Popović
Silvija Popović est une joueuse de volley-ball serbe née le 15 mars 1986 à Nikšić (Monténégro). Elle mesure 1,75 m et joue au poste de libero. Elle totalise 181 sélections en équipe de Serbie.

## Clubs
| Club                | De        | À         |
| ------------------- | --------- | --------- |
| Postar 064 Belgrade | 2006-2007 | 2008-2009 |
| Rabita Bakou        | 2009-2010 | 2011-2012 |
| VBC Voléro Zurich   | 2013-2014 | 2017-2018 |
| VK Altaï            | 2018-2019 | 2018-2019 |
| CS Volei Alba-Blaj  | 2019-2020 | …         |

## Palmarès

### Équipe nationale
- Jeux olympiques
  -  2016 à Rio de Janeiro.
- Championnat du monde
  - Vainqueur : 2018.
- Championnat d'Europe
  - Vainqueur : 2011, 2019.
- Ligue européenne
  - Vainqueur : 2011.
- Coupe du monde
  - Finaliste : 2015.
- Championnat du monde des moins de 20 ans
  - Finaliste : 2005.

### Clubs
- Championnat du monde des clubs
  - Vainqueur : 2011.
- Ligue des champions
  - Finaliste : 2011.
- Championnat de Serbie
  - Vainqueur : 2007, 2008, 2009.
- Coupe de Serbie
  - Vainqueur : 2007, 2008, 2009.
- Championnat d'Azerbaïdjan
  - Vainqueur : 2010, 2011, 2012.
- Championnat de Suisse
  - Vainqueur : 2014, 2015, 2016, 2017, 2018.
- Coupe de Suisse
  - Vainqueur: 2014, 2015, 2016, 2017, 2018.
- Supercoupe de Suisse
  - Vainqueur : 2016, 2017.
- Championnat du Kazakhstan
  - Vainqueur : 2019.
- Coupe du Kazakhstan
  - Vainqueur : 2018.
- Supercoupe du Kazakhstan
  - Finaliste : 2018.
- Championnat de Roumanie
  - Vainqueur : 2020.

### Distinctions individuelles
- Championnat du monde de volley-ball féminin des moins de 20 ans 2005: Meilleure réceptionneuse.
- Coupe de la CEV féminine 2009-2010: Meilleure libero.
- Championnat du monde des clubs de volley-ball féminin 2015 : Meilleure libéro[2]
- Championnat du monde des clubs de volley-ball féminin 2017 : Meilleur libéro[3]